# Jorgos Karangunis
Jorgos Karangunis (gr. Γιώργος Καραγκούνης, ur. 6 marca 1977 w Pirgos) – grecki piłkarz grający na pozycji pomocnika. Karangunis jest rekordzistą pod względem liczby występów w reprezentacji Grecji.

## Kariera klubowa
Jorgos Karangunis został profesjonalnym piłkarzem w 1996 roku. W Panathinaikosie zadebiutował dwa lata później. Strzelał ważne gole dla klubu w Lidze Mistrzów i w Pucharze UEFA. Pamiętnym golem była bramka zdobyta bezpośrednio z rzutu wolnego przeciwko Manchesterowi United na Old Trafford. Sezon później jego gol strzelony głową przeciwko Arsenalowi pomógł Panathinaikosowi awansować do ćwierćfinału Ligi Mistrzów. W Panathinaikosie grał do sezonu 2002/2003. Powrócił jednak do klubu i występował w nim ponowie w latach 2007–2012. Jako kapitan zespołu wygrał z nim mistrzostwo i Puchar Grecji. Występował również w Interze Mediolan, Benfice i Fulham.

## Kariera reprezentacyjna
Zdobył z Grecją mistrzostwo Europy 2004. Był kluczowym zawodnikiem drużyny prowadzonej przez Otto Rehhagela. Strzelił pierwszego gola na turnieju, w meczu przeciwko Portugalii.
Podczas Euro 2012 w meczu inauguracyjnym przeciwko Reprezentacji Polski przy stanie 1:1 Karangunis nie wykorzystał rzutu karnego dla Grecji (Przemysław Tytoń obronił). Mecz zakończył się wynikiem 1:1. 16 czerwca w trzecim meczu grupowym przeciwko Rosji w Warszawie zapewnił swojej drużynie zwycięstwo 1:0. Grecy awansowali do ćwierćfinału.
30 czerwca 2014 zakończył grę w reprezentacji Grecji, po przegranym rzutami karnymi (3-5) meczu 1/8 finału mistrzostw świata z Kostaryką.

### Gole w reprezentacji
| #   | Data                 | Miejsce    | Przeciwnik    | Wynik | Rezultat | Rozgrywki                         |
| --- | -------------------- | ---------- | ------------- | ----- | -------- | --------------------------------- |
| 1.  | 5 września 2001      | Helsinki   | Finlandia     | 5–1   | Porażka  | Eliminacje mistrzostw świata 2002 |
| 2.  | 13 lutego 2002       | Saloniki   | Szwecja       | 2–2   | Remis    | Mecz towarzyski                   |
| 3.  | 12 czerwca 2004      | Porto      | Portugalia    | 1–2   | Wygrana  | UEFA Euro 2004                    |
| 4.  | 30 marca 2005        | Ateny      | Albania       | 2–0   | Wygrana  | Eliminacje mistrzostw świata 2006 |
| 5.  | 26 marca 2008        | Düsseldorf | Portugalia    | 1–2   | Wygrana  | Mecz towarzyski                   |
| 6.  | 26 marca 2008        | Düsseldorf | Portugalia    | 1–2   | Wygrana  | Mecz towarzyski                   |
| 7.  | 12 października 2010 | Ateny      | Izrael        | 2–1   | Wygrana  | Eliminacje Euro 2012              |
| 8.  | 15 listopada 2011    | Altach     | Rumunia       | 1–3   | Porażka  | Mecz towarzyski                   |
| 9.  | 16 czerwca 2012      | Warszawa   | Rosja         | 1–0   | Wygrana  | UEFA Euro 2012                    |
| 10. | 15 października 2013 | Pireus     | Liechtenstein | 2–0   | Wygrana  | Eliminacje mistrzostw świata 2014 |

## Sukcesy

### Klubowe
Inter Mediolan
- Puchar Włoch: 2005

Panathinaikos
- Mistrzostwo Grecji: 2009/10
- Puchar Grecji: 2010

### Międzynarodowe
Grecja
- Mistrzostwo Europy: 2004